# 83-42
83-42 (znana również jako Eklipse 0, Schmitt Island oraz 2003 Euro-American Island) – kamienista wyspa na Oceanie Arktycznym. Ma 30 metrów długości, 15 metrów szerokości i 4,5 metra wysokości. Nazwa wyspy pochodzi od jej szerokości geograficznej. Została po raz pierwszy zaobserwowana z powietrza 7 lipca 1996 roku, a następnie odkryta 6 lipca 2003 roku przez ekspedycję pod przywództwem Dennisa Schmitta. Jest niekiedy uważana za najbardziej wysunięty na północ stały punkt lądu na Ziemi (znajduje się około 400 mil (640 km) od bieguna północnego). Na jej powierzchni znaleziono porosty, co sugeruje, że nie jest to jedna z tymczasowych żwirowych łach, które często tworzą się w tym regionie i są regularnie przemieszczane przez wzburzone morze.